# Scioa
Lo Scioà o Scioa (Ge'ez ሽዋ Šawā, moderno Šewā) è una regione storica dell'Etiopia. Precedentemente era un regno autonomo compreso nell'Impero d'Etiopia. L'attuale capitale etiope Addis Abeba è situata al centro di questa regione.

## Storia
Il nucleo dello Scioà fa parte dell'altopiano montuoso di quella che è attualmente la zona centrale dell'Etiopia, ma prima della Zemene Mesafint (Era dei Principi) e dopo la perdita della Provincia di Bale con l'invasione di Ahmed Gragn, lo Scioà faceva parte della zona di frontiera etiope di sud-est. Lo Scioà era ben difendibile come qualsiasi altopiano e il suo governo mantenne una continuità amministrativa in questo primo periodo nonostante la perdita di terre confinanti con l'Impero etiope. Talvolta era un rifugio sicuro; altre volte venne isolato dal resto dell'Etiopia da popoli ostili.

## Geografia
Le città di Debre Berhan, Antsokia, Ancober, Entotto e, quando lo Scioà divenne una provincia dell'Etiopia, Addis Abeba, hanno svolto funzione di capitale dello Scioà in anni diversi. La maggior parte dello Scioa settentrionale, costituita dai distretti di Menz, Tegulet, Yifat, Menjar e Bulga è popolata per la maggior parte da cristiani Amara e Oromo, mentre le zone dello Scioa meridionale e Scioa orientale hanno vaste popolazioni Oromo e musulmane. L'importante monastero di Debre Libanos, fondato da San Tekle Haymanot, è situato nel distretto di Selale nello Scioa settentrionale, la moderna woreda di Yaya Gulelena Debra Liban nella zona dello Scioa settentrionale.